# Auguste Regnaud de Saint-Jean d'Angély
Auguste Michel Etienne, conte Regnaud de Saint-Jean d'Angély (Parigi, 30 luglio 1794 – Cannes, 1º febbraio 1870) è stato un generale e politico francese, Maresciallo di Francia nel 1859.
Nato dopo due giorni dalla morte di Robespierre, era figlio di Michel Regnaud de Saint-Jean d'Angély.

## Biografia

### Primo Impero
Ricevette l'educazione di base alla Prytanée national militaire, ed entrò nel 1811 all'École militaire de Saint-Germain-des-Prés, che abbandonò nel 1812 per unirsi, in qualità di sottotenente, all'8º Reggimento Ussari in partenza per la campagna di Russia. Si distinse in numerosi scontri, principalmente nella successiva guerra della sesta coalizione, e fu promosso tenente (10 ottobre 1813) e successivamente (4 dicembre) membro della Legion d'onore.
Essendo stato l'8º Reggimento Ussari quasi annientato nella battaglia di Lipsia, Regnaud fu assegnato, in qualità di aiutante di campo, al generale Corbineau, lui stesso aiutante di campo dell'Imperatore, e servendo allo Stato Maggiore imperiale partecipò al resto della guerra, durante la quale fu promosso al grado di capitano, per via della sua condotta nei combattimenti sotto le mura di Reims. Col medesimo grado servì durante il primo anno della Restaurazione nel 1º Reggimento Ussari.
Al suo ritorno dall'Isola d'Elba l'Imperatore volle presso di sé il giovane capitano come ufficiale d'ordinanza, e lo elevò al grado di chef d'escadron nel giorno della battaglia di Waterloo.

### Restaurazione
Congedato con i propri commilitoni, Regnaud d'Angély lasciò l'esercito e la Francia per ricongiungersi al padre Michel, vittima della reazione.
Tornò più tardi a Parigi, per sollecitare la cancellazione del nome del padre dalle liste di proscrizione, cosa che ottenne dopo sforzi notevoli, ma troppo tardi: il conte Michel Regnaud de Saint-Jean-d'Angely poté ritornare nella capitale solo poco prima di morire.
Radiato dai quadri dell'esercito, il giovane conte condusse vita ritirata in campagna sino al 1825, quando partì per la Grecia che combatteva per l'indipendenza contro i turchi, guidati da Ibrahim Pacha.
Regnauld fu incaricato, di concerto con il colonnello Fabvier, di organizzare un corpo di cavalleria secondo il sistema europeo; ne tenne il comando sino alla fine del 1826; rientrato in Francia, si unì volontario nel 1828, alla spedizione di Morea del generale Maison.
Dalla Monarchia di Luglio, Regnaud ebbe il riconoscimento del grado, e nominato tenente colonnello del 1º Reggimento Chasseurs à cheval, poi 1º Reggimento Lancieri, corpo di cui promosso colonnello nel 1832. Nel mese di maggio 1831 aveva già ricevuto la nomina a ufficiale della Legion d'Onore.
In seguito Regnaud de Saint-Jean-d'Angely ricevette il grado di generale di brigata (1841) e quindi di generale di divisione (10 luglio 1848).
Fu quindi rappresentate all'Assemblea legislativa, grand'ufficiale della Legion d'onore, e comandante del corpo di spedizione nel Mediterraneo nel 1849.

### Secondo Impero
Prese parte alla guerra di Crimea ma si distinse particolarmente nella campagna d'Italia del 1859, anche se il nome più famoso è quello di Mac Mahon. Alla battaglia di Magenta, per consentire un'audace manovra di Mac Mahon, Regnaud dovette tener testa per più di un giorno a forze ben superiori; Mac Mahon sopraggiunse con ritardo, in tempo per raccogliere il successo preparatogli da Regnaud. Per i suoi meriti a Magenta ricevette la nomina a Maresciallo di Francia. Nella battaglia di Solferino e San Martino fu al comando della Guardia imperiale di Napoleone III.

## Araldica
| Stemma | Descrizione                                  | Blasonatura |
|        | Auguste Regnaud de Saint-Jean d'Angély Conte | D'azzurro caricato d'un gallo d'argento tenente un numero 4 di nero, sormontato in capo da una stella d'argento; bordura a pezzi d'oro e di nero. |